# Soba panike
Soba panike (eng. Panic Room) je američki triler kojeg je 2002. režirao David Fincher. U glavnim ulogama pojavljuju se Jodie Foster i Forest Whitaker. U sporednim ulogama nastupaju Kristen Stewart, Jared Leto i Dwight Yoakam.

## Radnja
Meg (Jodie Foster) je nedavno razvedena supruga milijunaša koja s kćerkom Sarah (Kristen Stewart) traži novi smještaj. Odlučuje se za staru višekatnicu na Manhattanu. Kuća u svom središtu ima blindiranu sobu sa sustavom nadzora u kojoj se majka i kćer skrivaju od provalnika koji žele ukrasti veliku sumu novca, koja se nalazi u kući. Majka i kći ne mogu izići iz izolirane sigurnosne prostorije nazvana "soba panike" jer su pod opsadom trojice provalnika (Forest Whitaker, Jared Leto i Dwight Yoakam). No i provalnici su pod svojevrsnom opsadom: majka ih je vidjela, ne mogu pobjeći i ostaviti svjedoke, ne mogu ući u sobu panike gdje se novac i nalazi. S jedne i druge strane prisutno je dramatično iščekivanje: provalnicima prijeti svitanje dana i policijska ophodnja, a obitelji zatočenoj u vlastitoj kući nedostaje inzulin za kćer Sarah koja boluje od šećerne bolesti.

## Glumci
| Glumac              | Uloga                          |
| ------------------- | ------------------------------ |
| Jodie Foster        | Meg Altman                     |
| Kristen Stewart     | Sarah Altman                   |
| Forest Whitaker     | Burnham                        |
| Dwight Yoakam       | Raoul                          |
| Jared Leto          | Junior                         |
| Patrick Bauchau     | Stephen Altman                 |
| Ann Magnuson        | Lydia Lynch                    |
| Ian Buchanan        | Evan Kurlander                 |
| Andrew Kevin Walker | Pospani susjed                 |
| Paul Schulze        | Policajac Keeney               |
| Mel Rodriguez       | Policajac Morales              |
| Richard Conant      |                                |
| Paul Simon          |                                |
| Victor Thrash       |                                |
| Ken Turner          |                                |
| Nicole Kidman       | Stephanova supruga (samo glas) |

## Zanimljivosti
Na samom početku filma agent za nekretnine pokaže Meg Altman sobu panike, ona ga upita "Jeste li čitali Poea?". Svaki je Fincherov film upravo kao i Poeova proza - ostvarivanje paranoje: straha od vlastitog tijela, od grijeha, od vlastite podsvijesti. I "Panic Room" je film paranoje, ne samo zato što je središnji motiv filma soba načinjena u paranoičnom strahu (soba panike), nego i zato što realizira u zbilji sve najdublje strahove razorene obitelji. Premda Jodie Foster nije bila prvi Fincherov izbor za glavnu glumicu, upravo s njom u glavnoj ulozi "Soba panike" dobiva dodatnu vrijednost. Ulogom samohrane majke dokazala se u ostvarenju Mali čovjek Tate kojeg je sama i režirala. Fincherova  Soba panike tako se pretvorila u priču o svijetu u kojem nedostaje muškarac. U trenutku kad se taj muškarac i pojavi, on postaje ne pomoć, nego dopunski uteg postajući talac. Ova priča, priča o samohranoj majci pod opsadom - stvarna je tema Sobe panike.

## Vanjske poveznice
- Službena stranica
- Soba panike u internetskoj bazi filmova IMDb-a
- Soba panike na Rotten Tomatoes
- Soba panike na Box Office Mojo